# British Academy Film Awards 1950
Die dritte Verleihung der British Academy Film Awards zeichnete die besten Filme von 1949 aus.

## Preisträger und Nominierungen

### Bester Film
Fahrraddiebe (Ladri di biciclette) – Regie: Vittorio De Sica
Berliner Ballade – Regie: Robert A. Stemmle
Das unheimliche Fenster (The Window) – Regie: Ted Tetzlaff
Der dritte Mann (The Third Man) – Regie: Carol Reed
Der Schatz der Sierra Madre (The Treasure of the Sierra Madre) – Regie: John Huston
Die letzte Etappe (Ostatni etap) – Regie: Wanda Jakubowska
Ring frei für Stoker Thompson (The Set-Up) – Regie: Robert Wise

### Bester britischer Film
Der dritte Mann (The Third Man) – Regie: Carol Reed
Adel verpflichtet (Kind Hearts and Coronets) – Regie: Robert Hamer
Blockade in London (Passport to Pimlico) – Regie: Henry Cornelius
Pique Dame (The Queen of Spades) – Regie: Thorold Dickinson
Experten aus dem Hinterzimmer (The Small Back Room) – Regie: Michael Powell, Emeric Pressburger
Freut euch des Lebens (Whisky Galore!) – Regie: Alexander Mackendrick
Kampf ums Geld (A Run for Your Money) – Regie: Charles Frend

### Bester spezialisierter Film
La Famille Martin – Regie: Unbekannt
A Fly in the House – Regie: Unbekannt
Accidents Don’t Happen, No. 5 – Regie: Unbekannt
Dots and Loops – Regie: Unbekannt
Tale About a Soldier – Regie: Unbekannt
The Legend of St. Ursula – Regie: Unbekannt

### United Nations Award
Die Gezeichneten (The Search) – Regie: Fred Zinnemann
Au carrefour de la vie – Regie: Unbekannt
Daybreak in Udi – Regie: Terry Bishop
Sardinia Project – Regie: Unbekannt
The People Between – Regie: Grant McLean

### Bester Dokumentarfilm
Daybreak in Udi – Terry Bishop
Circulation – Unbekannt
Drug Addict – Robert Anderson
Isole nella laguna – Luciano Emmer
Report on the Refugee Problem – Unbekannt
The Cornish Engine – Unbekannt
The Liver Fluke in Great Britain – Unbekannt